# Tradescantia andersoniana
Tradescantia andersoniana là một loài thực vật có hoa trong họ Commelinaceae. Loài này được W.Ludw. & Rohweder miêu tả khoa học đầu tiên năm 1954.